# Mont Taou Blanc
El Mont Taou Blanc és una muntanya de 3.438 metres dels Alps de Graies, que es troba a la regió de la Vall d'Aosta (Itàlia). La trobem al llarg de la línia de cresta que separa la vall de Valsavarenche i la de Val de Rhêmes.

## SOUISA
Segons la definició de la SOIUSA, el cim té la següent classificació:
- Gran part: Alps occidentals
- Gran sector: Alps del nord-oest
- Secció: Alps de Graies
- Subsecció: Alps de la Grande Sassière i del Rutor
- Supergrup: Cadena de la Grande Sassière-Tsanteleina
- Grup: Grup de la Sassière-Tsanteleina
- Subgrup: Costa Galisia-Entrelor-Bioula
- Codi: I/A-7.III-A.1